# Pier Giuliano Tiddia
Pier Giuliano Tiddia (ur. 13 czerwca 1929 w Cagliari) – włoski duchowny rzymskokatolicki, w latach 1985–2006 arcybiskup Oristano.

## Życiorys
Święcenia kapłańskie przyjął 16 grudnia 1951. 24 grudnia 1974 został mianowany biskupem pomocniczym Cagliari ze stolicą tytularną Minturnae. Sakrę biskupią otrzymał 2 lutego 1975. 30 listopada 1985 objął archidiecezję Oristano. 22 kwietnia 2006 przeszedł na emeryturę.